# 克里斯蒂安縣 (伊利諾伊州)
克里斯蒂安縣（英語：Christian County）是美国伊利诺伊州中部的一個縣，面積1,854平方公里。根據2020年美國人口普查，共有人口34,032人。縣治泰勒維爾（Taylorville）。該縣成立於1839年2月15日，原名Dane County。1840年改名，其名來自肯塔基州的同名縣。